# فرودگاه نانسی-اسی
فرودگاه نانسی-اسی (به انگلیسی: Nancy-Essey Airport) یک فرودگاه همگانی با کد یاتا ENC است که یک باند فرود روکش دارد و طول باند آن ۱۴۰۰ متر است. این فرودگاه در شهر نانسی کشور فرانسه قرار دارد و در ارتفاع ۲۲۸ متری از سطح دریا واقع شده‌است.